# Tripurakot
Tripurakot (nep. त्रिपुराकोट) – gaun wikas samiti w zachodniej części Nepalu w strefie Karnali w dystrykcie Dolpa. Według nepalskiego spisu powszechnego z 2001 roku liczył on 424 gospodarstw domowych i 2117 mieszkańców (1073 kobiet i 1044 mężczyzn).